# Pjotr Ionowitsch Baranow

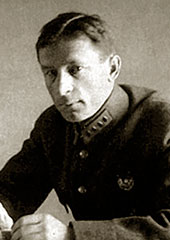
Pjotr Ionowitsch Baranow, vor September 1933

Pjotr Ionowitsch Baranow (russisch Пётр Ионович Баранов; * 10. Septemberjul. / 22. September 1892greg. in Sankt Petersburg; † 5. September 1933) war ein sowjetischer Offizier und Politiker, zuletzt Oberbefehlshaber der Luftstreitkräfte der Sowjetunion (1924–1931).

## Leben
Baranow trat 1912 der kommunistischen Partei in St. Petersburg bei, war aber ein Jahr später gezwungen, die Stadt aufgrund seiner politischen Aktivitäten zu verlassen und hielt sich in den nächsten zwei Jahren in verschiedenen Städten Russlands auf. 1915 in die Armee einberufen, wurde er im Jahr darauf wegen agitatorischer Tätigkeit unter den Armeeangehörigen verhaftet und zu acht Jahren Zwangsarbeit mit gleichzeitiger Verbannung verurteilt. Nach der Februarrevolution von 1917 kehrte er aus dieser zurück und wurde an der rumänischen Front eingesetzt. 1918 wurde ihm die Führung der Donezker Armee, die im Donbass gegen deutsch-österreichische Interventionstruppen und Weißkosaken eingesetzt wurde, übertragen. Bis zum Ende des Russischen Bürgerkrieges war er in wechselnden Führungspositionen tätig. Im August 1923 wurde er zum stellvertretenden Chef der Luftstreitkräfte der Sowjetunion ernannt und im Dezember 1924 übernahm er den Oberbefehl, den er bis zum Juli 1931 innehatte. Während seiner Führung starteten die Luftstreitkräfte die Zusammenarbeit mit der deutschen Reichswehr. So wurde unter anderem eine gemeinsame, geheime Fliegerschule und Erprobungsstätte in Lipezk eingerichtet. Neben dieser Funktion war Baranow von 1925 bis 1931 Mitglied des Revolutionären Kriegsrats, anschließend auch des Obersten Sowjets. Im Januar 1932 erfolgte Baranows Ernennung zum Chef der Hauptverwaltung der Flugzeugindustrie bei gleichzeitiger Besetzung des Stellvertreterpostens beim Volkskommissar für Schwerindustrie, zu dem auch die Verantwortung für Flugzeugproduktion gehörte.
Baranow starb 1933 bei einem Flugzeugabsturz. Seine Urne wurde an der Nekropole an der Kremlmauer beigesetzt.

## Auszeichnungen
Er war Träger des Leninordens sowie Träger des Rotbannerordens.

## Ehrungen
Der russischen Forschungseinrichtung Zentralinstitut für Flugmotoren wurde der Beinamen „P. I. Baranow“ verliehen.